# Patrick Femerling
Patrick Oliver Femerling (Hamburgo, Alemania, 4 de marzo de 1975) es un exbaloncestista alemán. Con 2,17 metros de altura y 116 kg su puesto natural en la cancha era el de pívot.
Se formó en el equipo de la Universidad de Washington, en el que jugó tres años compitiendo en la Liga Universitaria de Estados Unidos. Al no ser elegido en los draft de la NBA regresó a Alemania y fichó por el ALBA Berlin, con el que ganó dos ligas y una copa alemanas. Posteriormente jugó dos temporadas en el Olympiakos, con el que ganó la Copa de Grecia. En el año 2002 fichó por el FC Barcelona, entrenado por Svetislav Pešić, que había sido su entrenador en el ALBA Berlin. En el conjunto catalán ganó dos Ligas ACB, una Copa, y una Euroliga.
En el 2004 fichó volvió a Grecia y fichó por el Panathinaikos BC de Atenas, con el que ganó la Liga griega de la temporada 2004-2005.

## Trayectoria
- Dusseldorf (categorías inferiores)
- 1995-1998: Universidad de Washington (NCAA, Estados Unidos)
- 1998-2000: Alba Berlín (Alemania)
- 2000-2002: Olympiakos (Grecia)
- 2002-2004: FC Barcelona (España)
- 2004-2006: Panathinaikos BC (Grecia)
- 2006-2007: Caja San Fernando (España)
- 2007-2008: ALBA Berlin (Alemania)
- 2008-2009: Antalya Büyükşehir Belediyesi (Turquía)
- 2009-2011: ALBA Berlin (Alemania)

## Palmarés

### Títulos internacionales de selección
- 1 medalla de bronce en el Campeonato mundial de baloncesto de Indianápolis en 2002.

### Títulos internacionales de club
- 1 Euroliga: 2002-2003, con el FC Barcelona.

### Títulos nacionales de club
- 2 Ligas ACB: 2003, 2004, con el FC Barcelona.
- 1 Copa del Rey de Baloncesto: 2002-2003, con el FC Barcelona.
- 3 Ligas de Alemania: 1999, 2000 y 2008, con el ALBA Berlin.
- 1 Copa de Alemania: 1998-1999, con el ALBA Berlin.
- 2 Liga de baloncesto de Grecia: 2004-05 y 2005-06, con el Panathinaikos BC.
- 2 Copa de Grecia: 2001-2002 y 2004-2005, con el Olympiakos Pireo y con el Panathinaikos BC.